# Кадивеу (народ)
Кадивеу (другие названия — кадувео, кадиувео, кадиуэо) — один из индейских народов Бразилии, относящийся к группе гуайкуру. Численность — по разным данным от 1346 до 2000 человек. Разговаривают на кадивейском (кадувейском) языке, относящемся к семье гуайкуру; имеется письменность на основе латинского алфавита. Большая часть кадивеу придерживается традиционных верований (шаманизма), около 30 % — католики. До середины XX века практиковали сплошную татуировку тела, а также имели кастовую систему.
Кадивеу являются последней сохранившейся группой охотничьего народа мбая, в XVIII веке насчитывавшего более 4000 человек, численность которого сильно сократилась к концу столетия из-за эпидемий занесённой европейцами оспы. В начале XIX века кадивеу переселились на восточный берег реки Парагвай и ассимилировали местное оседлое население (араваков гуана), переняв у них, в частности, подсечно-огневую систему земледелия, гончарное ремесло и выделку хлопчатобумажных тканей; при этом охота и рыболовство играли важную роль в их жизни вплоть до второй половины XX века. Кадивеу ещё в XVII веке освоили искусство верховой езды и пользовались репутацией умелых наездников; в XIX веке число имевшихся у них лошадей существенно уменьшилось вследствие эпизоотий, что вынудило их приобретать крупный рогатый скот у креолов (в том числе для использования в ритуалах). Во время Парагвайской войны 1864—1870 годов кадивеу воевали на стороне бразильского правительства и в благодарность за поддержку получили от правительства территории, на которых ныне проживают.
По состоянию на начало 2010-х годов кадивеу проживали в трёх (по состоянию на 1998 год — в четырёх) поселениях в районе города Бодокена на западе штата Мату-Гросу на юго-западе Бразилии, образующих резервацию «Индейская земля кадивеу», официально основанную в 1903 году; несколько семей предположительно ведут независимый от цивилизации образ жизни в джунглях.